# Samba Lélé Diba
Samba Lélé Diba (Louga, 24 de diciembre de 2003) es un futbolista senegalés que juega en la demarcación de centrocampista para el Grenoble Foot 38 de la Ligue 2.

## Selección nacional
Hizo su debut con la selección de fútbol de Senegal el 9 de septiembre de 2023 en un partido de clasificación para la Copa Africana de Naciones de 2023 contra Ruanda que finalizó con un resultado de empate a uno tras el gol de Olivier Niyonzima para Ruanda, y de Mamadou Lamine Camara para Senegal.

## Clubes
| Club                   | País    | Año       | Partidos | Goles |
| ---------------------- | ------- | --------- | -------- | ----- |
| Servette F. C.         | Suiza   | 2022-2024 | 38       | 0     |
| Athens Kallithea F. C. | Grecia  | 2024-2025 | 19       | 0     |
| Grenoble Foot 38       | Francia | 2025-     | 5        | 0     |

## Palmarés

### Títulos nacionales
| Título        | Club           | País  | Año  |
| ------------- | -------------- | ----- | ---- |
| Copa de Suiza | Servette F. C. | Suiza | 2024 |